# Sollevamento pesi ai Giochi della XXII Olimpiade - Pesi mediomassimi
La competizione della categoria pesi mediomassimi (fino a 90 kg) di sollevamento pesi ai Giochi della XXII Olimpiade si è svolta il giorno 27 luglio 1980 all'Izmailovo Sports Palace di Mosca.

## Regolamento
La classifica era ottenuta con la somma delle migliori alzate delle seguenti 2 prove:
- Strappo
- Slancio

Su ogni prova ogni concorrente aveva diritto a tre alzate. In caso di parità vinceva il sollevatore che pesava meno.

## Risultati
| Pos.    | Atleta              | Nazione          | Peso Atleta | Strappo | Strappo | Strappo | Strappo | Slancio | Slancio | Slancio | Slancio | Totale |
| Pos.    | Atleta              | Nazione          | Peso Atleta | 1       | 2       | 3       | Tot     | 1       | 2       | 3       | Tot     | Tot    |
| ------- | ------------------- | ---------------- | ----------- | ------- | ------- | ------- | ------- | ------- | ------- | ------- | ------- | ------ |
| Oro     | Péter Baczakó       | Ungheria         | 89,10       | 162,5   | 167,5   | 170,0   | 170,0   | 202,5   | 207,5   | 210,0   | 207,5   | 377,5  |
| Argento | Rumen Aleksandrov   | Bulgaria         | 89,40       | 165,0   | 165,0   | 170,0   | 170,0   | 205,0   | 210,0   | 210,0   | 205,0   | 375,0  |
| Bronzo  | Frank Mantek        | Germania Est     | 88,75       | 160,0   | 165,0   | 167,5   | 165,0   | 200,0   | 205,0   | 205,0   | 205,0   | 370,0  |
| 4       | Dalibor Řehák       | Cecoslovacchia   | 89,50       | 165,0   | 170,0   | 170,0   | 165,0   | 195,0   | 200,0   | 200,0   | 200,0   | 365,0  |
| 5       | Witold Walo         | Polonia          | 88,30       | 160,0   | 160,0   | 165,0   | 160,0   | 200,0   | 205,0   | 205,0   | 200,0   | 360,0  |
| 6       | Lubomír Sršeň       | Cecoslovacchia   | 89,40       | 160,0   | 160,0   | 165,0   | 160,0   | 197,5   | 207,5   | 207,5   | 197,5   | 357,5  |
| 7       | Vasile Groapă       | Romania          | 89,25       | 155,0   | 155,0   | 160,0   | 160,0   | 195,0   | 200,0   | 200,0   | 195,0   | 355,0  |
| 8       | Nikos Iliadis       | Grecia           | 88,20       | 150,0   | 150,0   | 155,0   | 150,0   | 180,0   | 190,0   | 195,0   | 195,0   | 345,0  |
| 9       | Gary Langford       | Gran Bretagna    | 89,05       | 150,0   | 157,5   | 157,5   | 150,0   | 180,0   | 180,0   | 192,5   | 180,0   | 330,0  |
| 10      | Norberto Oberburger | Italia           | 89,30       | 147,5   | 147,5   | 152,5   | 147,5   | 167,5   | 172,5   | 172,5   | 167,5   | 315,0  |
| 11      | Luis Rosito         | Guatemala        | 88,15       | 132,5   | 132,5   | 137,5   | 132,5   | 170,0   | 175,0   | 182,5   | 175,0   | 307,5  |
| 12      | Víctor Ruiz         | Messico          | 85,00       | 135,0   | 140,0   | 140,0   | 135,0   | 165,0   | 165,0   | 172,5   | 165,0   | 300,0  |
| 13      | Guðmundur Helgason  | Islanda          | 86,25       | 135,0   | 135,0   | 140,0   | 135,0   | 160,0   | 165,0   | 165,0   | 160,0   | 295,0  |
| -       | Ferenc Antalovics   | Ungheria         | 89,35       | 157,5   | 162,5   | 165,0   | 165,0   | 197,5   | 197,5   | 197,5   | -       | DNF    |
| -       | Luigi Fratangelo    | Australia        | 89,30       | 137,5   | 142,5   | 142,5   | 142,5   | 172,5   | 172,5   | 172,5   | -       | DNF    |
| -       | David Rigert        | Unione Sovietica | 89,10       | 170,0   | 170,0   | 170,0   | -       | -       | -       | -       | -       | DNF    |
| -       | Hugo De Grauwe      | Belgio           | 89,60       | 140,0   | 140,0   | 140,0   | -       | -       | -       | -       | -       | DNF    |
| -       | Sann Myint          | Birmania         | 89,70       | 125,0   | 125,0   | 125,0   | -       | -       | -       | -       | -       | DNF    |